# Lodderena nana
Lodderena nana är en snäckart. Lodderena nana ingår i släktet Lodderena och familjen Skeneidae.

## Underarter
Arten delas in i följande underarter:
- L. n. nana
- L. n. pooki